# Xoanodera snizeki
Xoanodera snizeki es una especie de escarabajo longicornio del género Xoanodera, tribu Cerambycini, subfamilia Cerambycinae. Fue descrita científicamente por Holzschuh en 1999.

## Descripción
Mide 17,6 milímetros de longitud.

## Distribución
Se distribuye por Tailandia.